# دودمان ملیک شاه‌نظریان

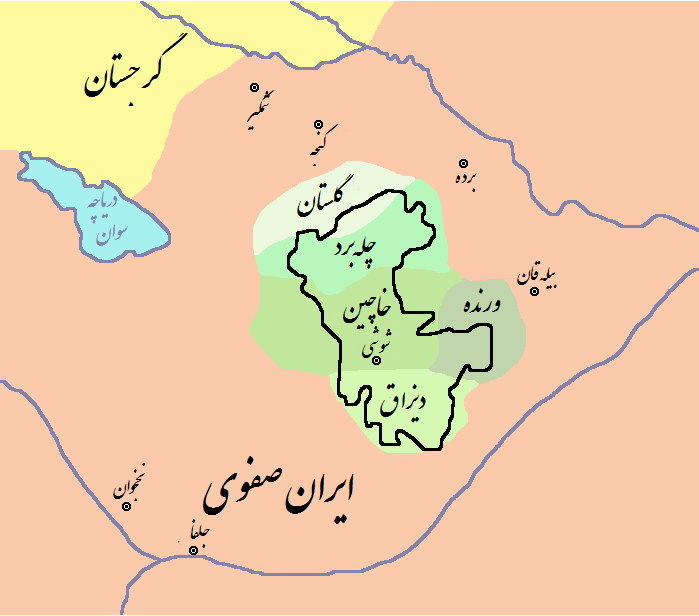
پنج مُلک یا مِلیک نشین ارمنی قره‌باغ

دودمان ملیک شاه‌نظریان یکی از کهنترین خاندانهای ارمنی که قدمتی حدود پانصد سال دارد «خاندان شاه‌نظریان شاپورزاده» است. این خاندان یکی از پنج ملیک ارمنی قره‌باغ بوده‌است. این خاندان در آغاز مُلک‌های سرزمینی بودند که بین ساحل شرقی دریاچه سوان و شهر گنجه واقع شده بود و محل حکومت آن‌ها «مزرع» نام داشت. دانسته نیست این دودمان از چه تاریخی مُلک‌های این ناحیه بودند.

## فرمان شاه طهماسب صفوی
نخستین سند در مورد این خاندان مربوط به سال ۱۵۲۳ میلادی است. در روزگار پادشاهی شاه طهماسب یکم، ملیک شاه‌نظریان نامه‌ای به شاه نوشت و به استناد مدارک مالکیتی که داشت تقاضای صدور فرمان مالکیت خود را بر آن اراضی کرد. شاه فرمانی مبنی بر تأیید مالکیت او بر آن نواحی صادر کرد. متن فرمان به شرح زیر بود:
«آنکه چون ملیک مسیحی بعرض رسانید که حضیض مزارغ مفصله ضمن من اعمال الگاء سوان و نکیز از راه ملکیت بدو متعلق است و در این باب قباله مجلداجلات قضات آنجا را در دست دارد بنابراین به همان دستور به ملکیت او مقرر داشته دیگری به خلاف شرع و حساب پیرامون آن نگردد و تعرض نرساند و گذارد که به کمال عمارت و زراعت درآورد تا قصوری در باب دیوان واقع نشود. در این باب غدغن جایز و تخلف نورزند هر ساله نشان مجدد نساخته و در عهده شناسند. (تحریراً فی شهر رمضان المبارک سنه ۹۴۴)»

## تاریخ
یکی از سرداران شاه عباس اول که در نبرد با سپاهیان عثمانی رشادت بسیاری انجام داده و فتوحاتی کرده بود، ملیک شاه‌نظریان بود. او با صد سوار به پانصد تن از سپاهیان عثمانی حمله کرد؛ تعدادی از آنان را کشت و تعدادی از سرکردگان آنان را اسیر کرد و همراه با غنائم بسیار خدمت شاه عباس برد. «آنتونیو دوگوه آ» در این مورد چنین می‌نویسد:
«در همان اوان ملیک شاه نظر از سرداران ایران با صد سوار بر چهار تن از سران عثمانی که پانصد سوار داشتند در نزدیکی قلعه کارس حمله برد و هفتاد تن از آنان را هلاک کرد و سرهای آنان را با غنائم بسیار و سرداران چهارگانه نزد شاه آورد، شاه نظر را خلعت داد و آن چهار را نیز سربرید.»
شاه عباس از رشادت و جنگاوری ملیک شاه نظر بسیار خشنود شد و در فتح‌نامه آذربایجان از او به نیکی یاد کرد.
شاه عباس در سال ۱۵۹۲ میلادی سنان پاشا را در نزدیکی شهر سوان به سختی شکست داد و به مزرع ملیک شاه نظر محل حکومت او رفت. آراکل داوریژتسی در کتاب خود به نام «تاریخ داوریژتسی» می‌نویسد:
«شاه عباس از تفلیس بیرون آمد، به شهر سوان رفت، اردوی شاهی را در آنجا نشاند؛ ولی خود شاه به منزل ملیک شاه نظر در روستای مزرع رفت. ملیک شاه نظر مسیحی مؤمن بود. او امیری بود قدرتمند و صاحب شوکت از شاه عباس آنگونه پذیرایی کرد که شایسته شاهان است. او از نزدیکان و مقربان و از افراد مورد احترام شاه بود. شاه عباس به او خلعت‌های گرانبها داد و ملکیت آن ناحیه و روستاهایی دیگر را به او و برادرانش اعطا کرد و فرمانی صادر کرد و با مهر آن‌ها را ممهور گردانید و آن ناحیه را نسل اندر نسل تا ابد در اختیار او و فرزندانش قرار داد.»
ملیک شاه‌نظر دارای دو فرزند بود به نام‌های «ملیک کمال» و «ملیک یاوری». ملیک کمال همانند پدر شجاع و جنگاور بود. شاه عباس به دلیل رشادت وی در جنگ با سپاهیان عثمانی چند روستا را به عنوان پاداش به او بخشید. در روزگار پادشاهی شاه عباس دوم، ملیک یاوری درگذشت. فرزند ملیک کمال، «ملیک زادور» و فرزند زادور «ملیک شاه‌نظر دوم» بود. ملیک شاه‌نظر دوم در اصفهان در دربار شاه سلطان حسین خدمت می‌کرد.
«علی پاشا»، فرمانده سپاهیان عثمانی در قره‌باغ که از نامی‌ترین سرداران عثمانی و مقرش شهر گنجه بود، چون از حرکت نادرشاه به سوی گنجه آگاه گشت به این شهر پناه برد و به قلعه داری پرداخت. چون آن ایام مصادف با زمستان بود فرمانده سپاه عثمانی دستور داد سربازانش در منطقه قره‌باغ در خانه‌های ارمنیان سکونت گزینند. ملیک‌های ارمنی قره‌باغ که «ملیک حسین شاه‌نظریان» یکی از آنان بود، تصمیم گرفتند هم‌زمان با نزدیک شدن نیروهای نادرشاه، سربازان عثمانی ساکن قره‌باغ را از بین ببرنند. در شب اول روزه، ارمنیان سراسر قره‌باغ در ساعت معین نیروهای عثمانی را نابود کردند و نادرشاه بدون کوچکترین نبردی قره‌باغ را به تصرف درآورد. «آنا-خاتون» زن ملیک حسین شاه‌نظریان قیام بخشی از منطقه قره‌باغ را رهبری کرد و «گایانه» دختر او نیز «سلیمان بیگ» یکی از فرماندهان عثمانی را با دشنه از پای درآورد. نادر شاه پس از تصرف گنجه به ملیک‌های قره‌باغ تن‌پوش‌های گرانبها اهدا کرد.